# Aphaenogaster texana
Aphaenogaster texana är en myrart som beskrevs av William Morton Wheeler 1915.
Aphaenogaster texana ingår i släktet Aphaenogaster och familjen myror.

## Underarter
Arten delas in i följande underarter:
- A. t. carolinensis
- A. t. texana

## Bildgalleri

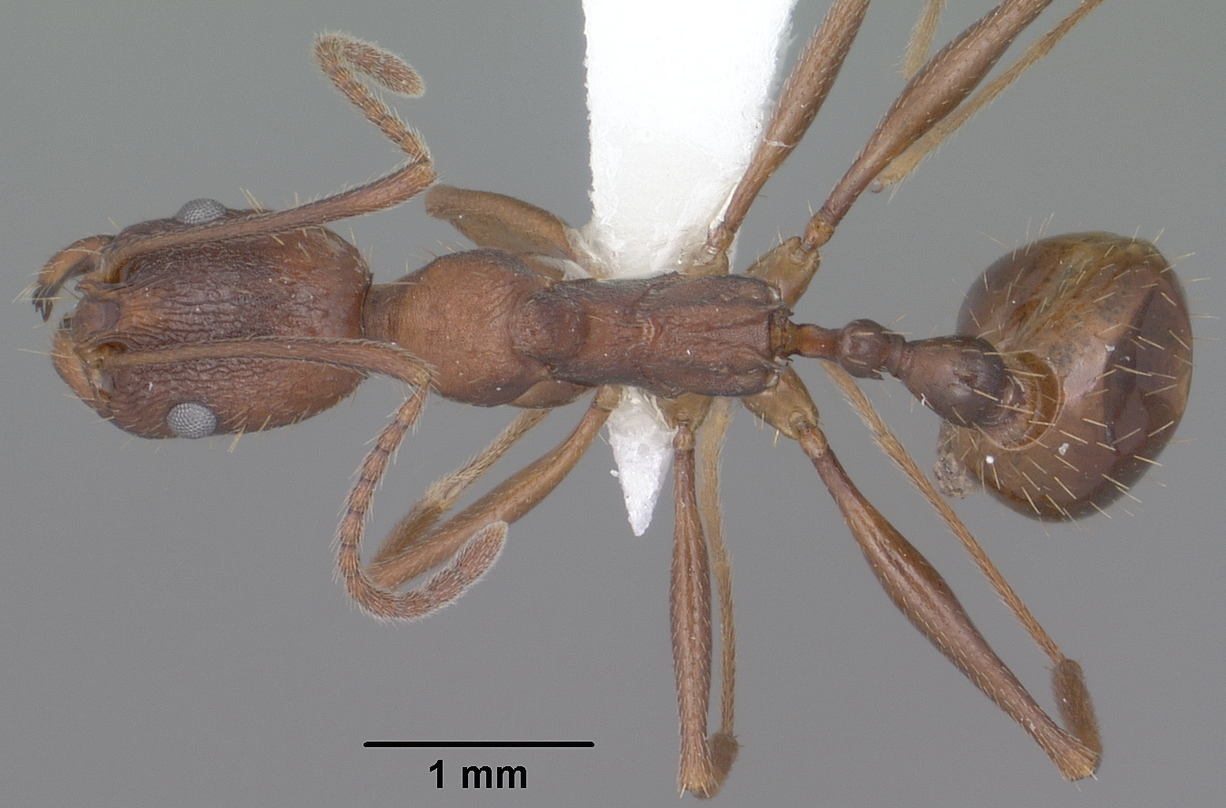
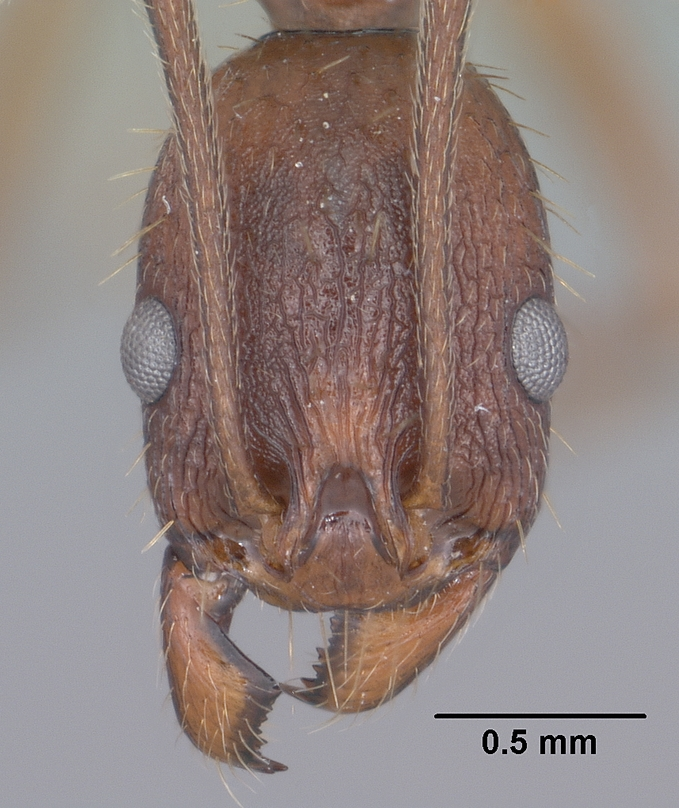
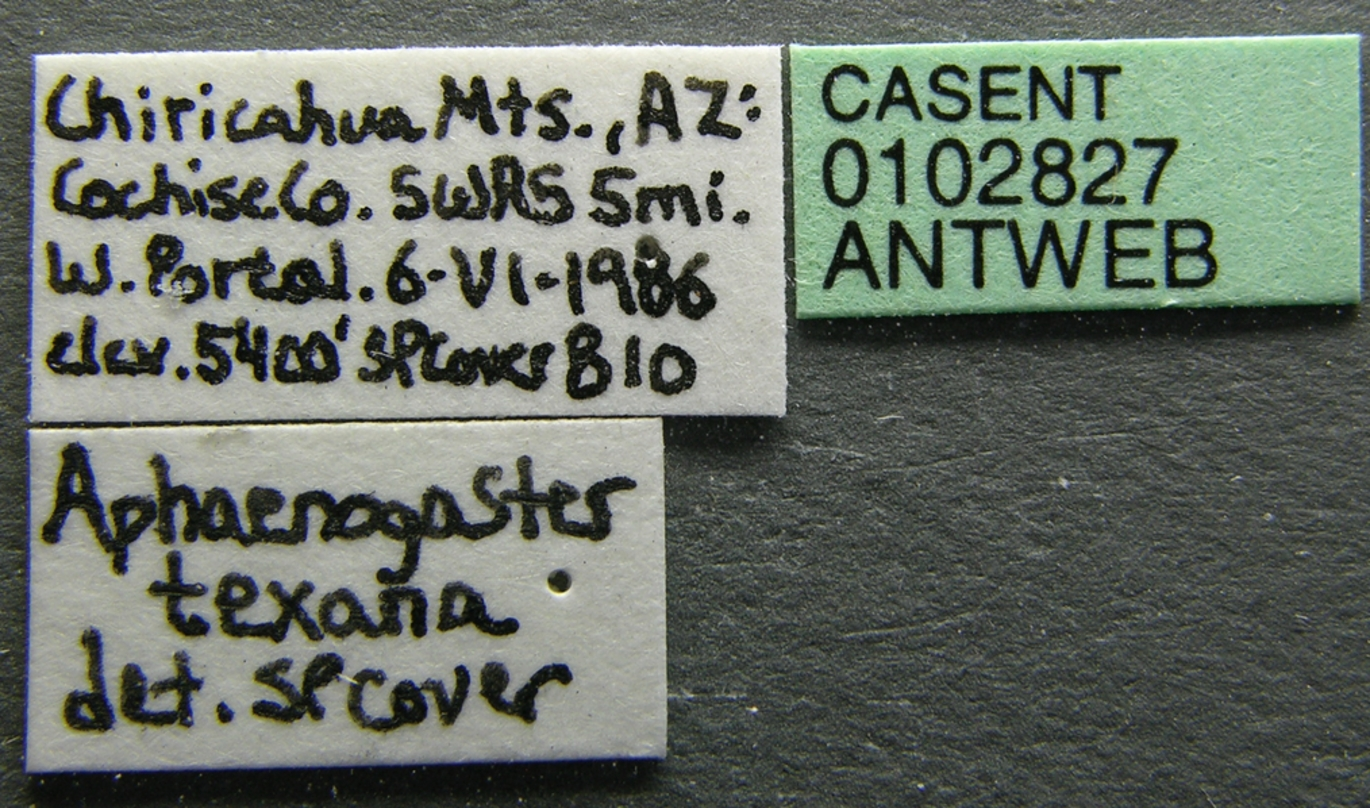
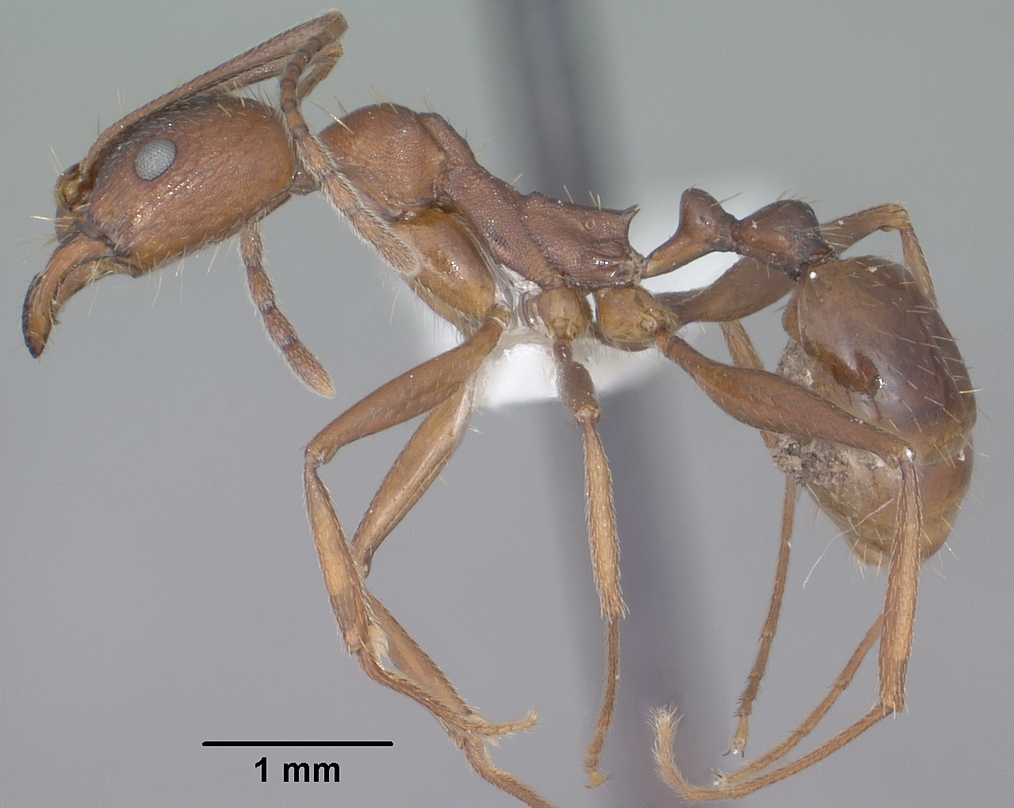